# Miloslav Mejzlík

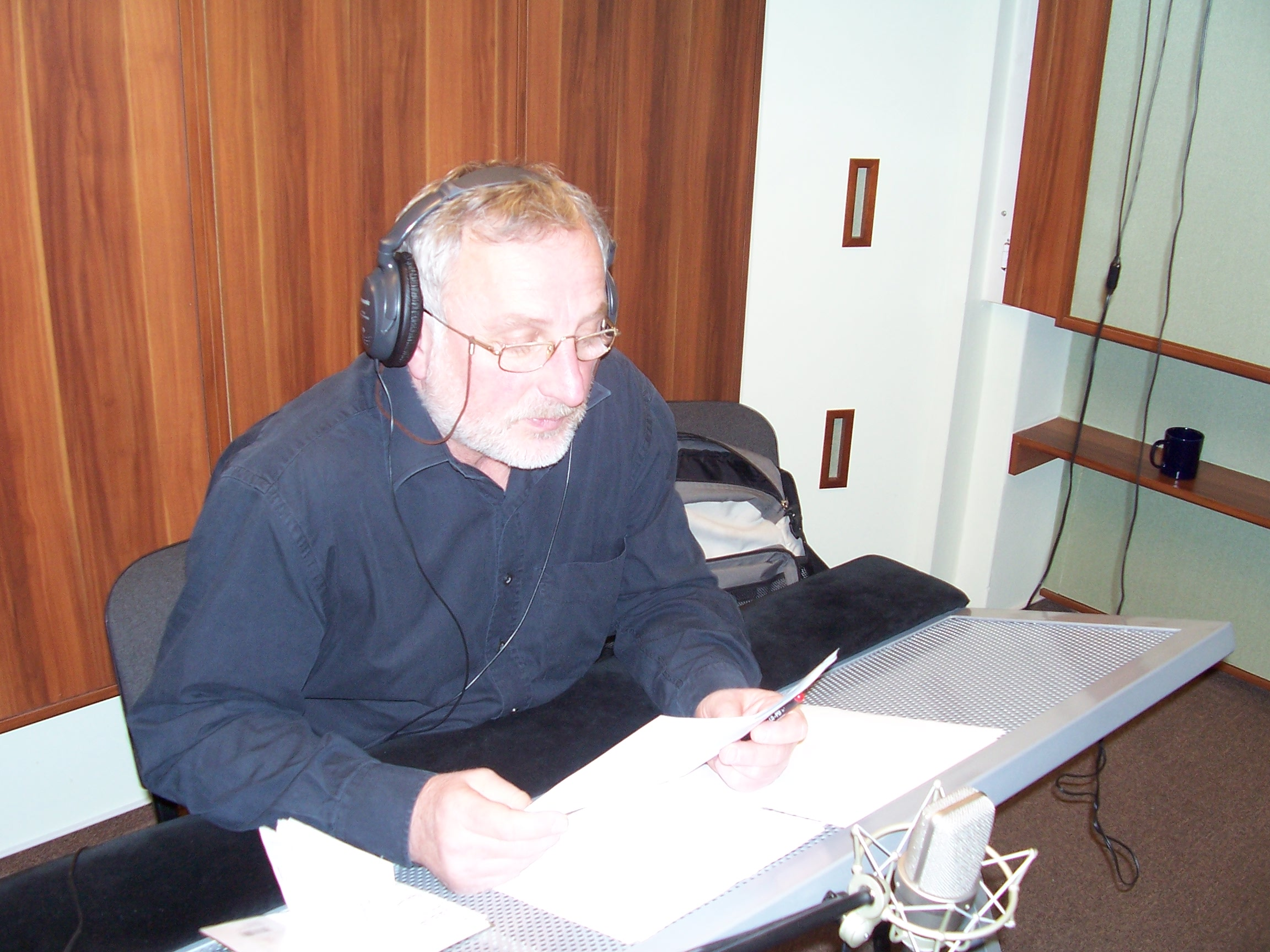
Miloslav Mejzlík v dabingovém studiu (2007)

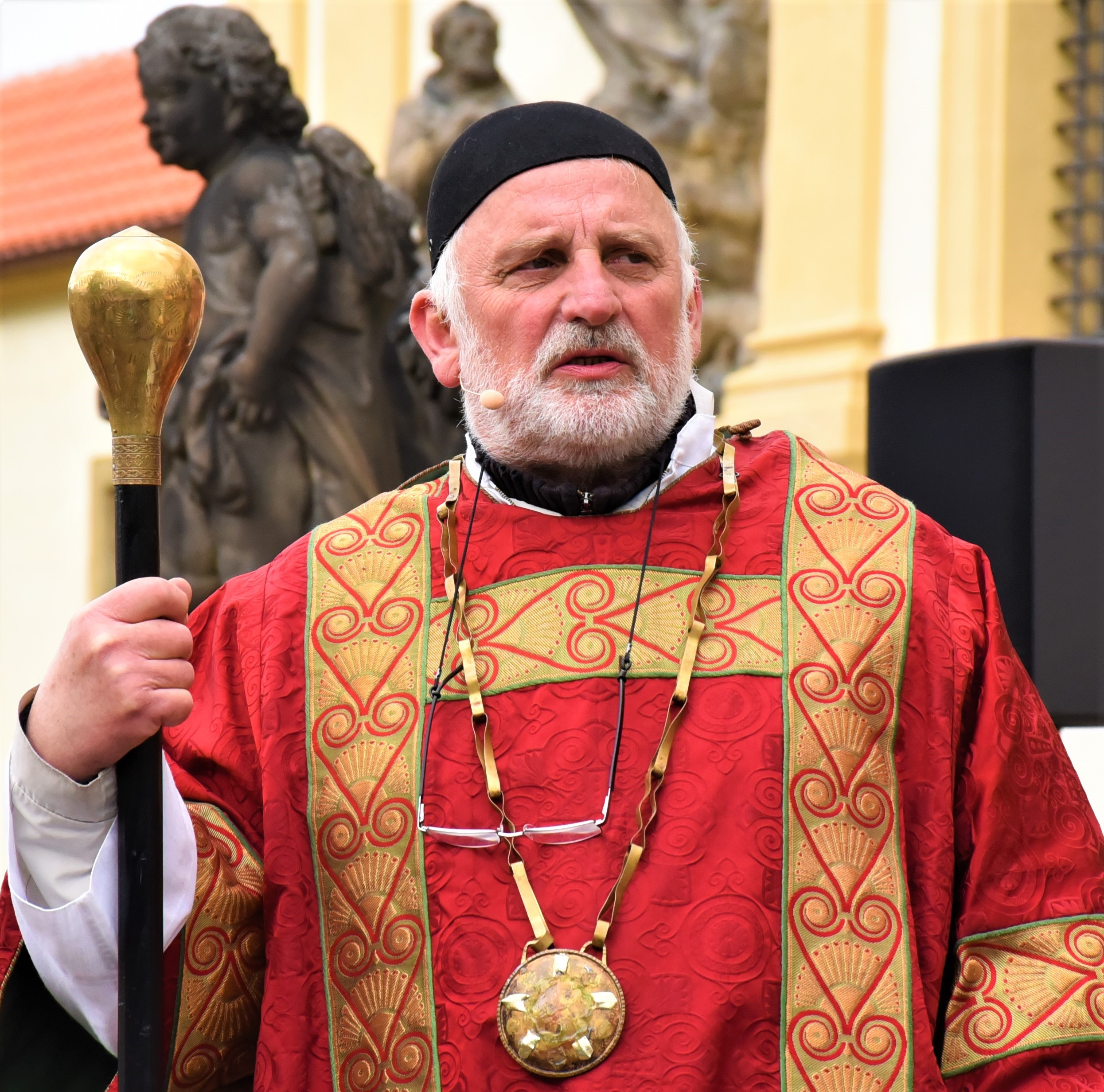
Miloslav Mejzlík jako Kaifáš, v lidové "Pašijové hře" – Pražská Loreta, režie Oldřich Vlček (2019)

Miloslav Mejzlík (* 7. července 1951 Třebíč) je český herec.

## Životopis
V roce 1974 vystudoval činoherní herectví na Janáčkově akademii múzických umění v Brně. Později hrál v Divadle Jiřího Wolkera v Praze, v Divadle Na zábradlí, Divadle Komedie a Divadle Archa. V brněnském Národním divadle zastával funkci uměleckého šéfa.
Hrál v seriálech Rodinná pouta, Velmi křehké vztahy a Kriminálka Anděl. Daboval hlavní roli v seriálu Hvězdná brána, Brig. Gen. Jacka O'Neilla. Daboval také postavu Steva v PC hře Mafia II.
Také je členem sdružení pro mentálně postižené v Třebíči. V roce 2013 obdržel Cenu města Třebíče.

## Filmografie
- Zrelá mladosť (1983)
- Do zubů a do srdíčka (1985)
- Cizím vstup povolen (1986)
- Citlivá místa (1987)
- Blázni a děvčátka (1989)
- Kdo s koho (1991) (TV)
- Mí Pražané mi rozumějí (1991)
- Princezna ze mlejna (1994)
- Čas dluhů (1998)
- Pouť (2000) (FAMU)
- Princezna ze mlejna 2 (2000)
- Presso (2001) (FAMU)
- Zatracení (2001)
- 2004–2007 – Rodinná pouta (Ing. Hynek Skála)
- Hop nebo trop (2004)
- 2007–2009 – Velmi křehké vztahy (Ing. Hynek Skála)
- 2008–2012 – Kriminálka Anděl (plukovník Milan Horák)
- Gympl s (r)učením omezeným (2013) (Ota Pelner)
- Ulice (2021-) (Karel)

## Divadlo

### Vybrané divadelní role
- Divadlo Na zábradlí
  - 1999 – Strýček Váňa
  - 2001–2003 – Je SUiS (Podivný případ faráře z TUeS)
  - 2005–2014 – Platonov je darebák! (Porfirij Semjonovič Glagojev)
  - 2006 – Etty Hillesum
  - 2006 – Nám můžete věřit
  - 2006–2008 – Troilus a Kressida
  - 2006–2011 – Ředitelé
  - 2007–2013 – Zázrak v černém domě (Soused)
  - 2007 – Cesta do Bugulmy
  - 2008–2012 – Sarabanda
  - 2008 – Arnie má problém (Když my mrtví procitneme)
  - 2008 – My, hrdinové (Pan Tschissik)
  - 2009–2010 – Blanche a Marie (Otec)
  - 2009 – 35,4 Vypadáme jako blbci
  - 2009–2014 – Tartuffe Games (Kleantes, Orgonův švagr)
  - 2010–2013 – Ambrózie (Pan Hartung)
  - 2011–2012 – Orestek (Variace na antické téma) (Agamemnon / Menelaos)
  - 2011–2013 – Česká válka (vahraník)
  - 2012–2013 – Cantos (Ezra)
  - Od 2012 – Asanace (Asanace)
  - Od 2012 – Denně (Poníci slabosti) (vrchní komisař Eduard Svrchník)
  - 2012–2014 – Život Galileiho (Galileo Galilei)
  - 2013 – Dnes naposled
  - Od 2013 – Višňový sad (Gajev – bratr Raněvské)
  - Od 2014 – Boarding home. Na dně / Boarding home, maximálně hořký
- Národní divadlo
  - 2010–2013 – Co se stalo, když Nora opustila manžela (Pán)
- Strašnické divadlo
  - Od 2013 – Světa plný zuby
- Divadlo U Hasičů
  - Od 2006 – Postel plná cizinců (Karak) – vystupuje v alternaci
  - Od 2007 – 1+1=3 (Seržant Troughton, Porterhouse) – vystupuje v alternaci
- Divadlo U Valšů
  - Od 2011 – Hodný pan doktor – vystupuje v alternaci
- Studio DVA divadlo
  - 2006–2010 – Na konci duhy
- Divadlo Palace
  - 2008–2012 – Dohazovač (Owen Grant)
- Divadlo Radka Brzobohatého
  - 2009 – Praha-Dakar
- Letní shakespearovské slavnosti
  - 2007 – Bouře
- Roxy / NoD
  - 2010–2013 – Lamento / Z tance v prach a opět do tance (Den a noc Matky Terezy) (Rinzai)
- Divadlo MeetFactory
  - 2011 – SY
  - 2011 – Skugga - Baldur - Bilé lišky vrhají na sníh nažloutlý stín
- Mezery, o.s. (Perzekuce.cz)
  - 2005–2006 – Porta Apostolorum
- Mezery, o.s. (Cesty energie)
  - 2009–2011 – Zdař Bůh!
- Městské divadlo Kladlo
  - 2012–2013 – Listopad
- Divadlo Komedie
  - Les (Nešťastlivec, poutník)
  - Hamlet (Klaudius)
  - Kupec Benátský
  - Marta (Lapenti)
  - Konec hry (Hamm)
  - 2002 – Je na čase, aby se to změnilo!
  - 2004 – Kvartet
  - 2005 – Poslední 2 cigarety
- Národní divadlo Brno
  - Zkrocení zlé ženy (Petruccio)
- Tygr v tísni
  - 2014 – Soudný den

## Audioknihy
- 2017 – Jeden den Ivana Děnisoviče, Alexandr Solženicyn, Audiotéka.